# Craig Shaw Gardner
Craig Shaw Gardner (* 2. Juli 1949 in Rochester, New York) ist ein US-amerikanischer Fantasyautor.

## Leben
Gardner wurde vor allem wegen seiner "Dämonologie"-Reihe, einer Romanreihe um den Magier Ebenezum mit Magieallergie und seinen unfähigen Lehrling Wuntvor, und seinen Märchen-Persiflagen aus 1001 Nacht bekannt. Außerdem adaptierte er Film- und Fernsehvorlagen wie die Zurück-in-die-Zukunft-Trilogie oder die Batmanfilme von Tim Burton sowie das Computerspiel Wishbringer als Romane. Teilweise veröffentlichte Gardner auch unter dem Pseudonym Peter Garrison.
Von 1990 bis 1992 war Gardner Präsident der Vereinigung Horror Writers of America, heute Horror Writers Association (HWA).

## Werke
Wuntvor-Saga
- Ein Magier in Nöten, 1989 (A Malady of Magicks, 1986)
- Ein Magier im Monsterland, 1989 (A Multitude of Monsters, 1986)
- Ein Magier auf Höllentrip, 1990 (A Night in the Netherhells, 1987)
- Zwergenzwist im Monsterland, 1991 (A Difficulty with Dwarves, 1987)
- Hexenhatz im Monsterland, 1991 (An Excess of Enchantment, 1988)
- Totentanz im Monsterland, 1992 (A Disagreement with Death, 1989)

Geschichten aus 1001 Nacht
- Der andere Sindbad (The other Sindbad, 1990)
- Ein schwarzer Tag für Ali Baba (A Bad Day For Ali Baba, 1991)
- Scheherazade macht Geschichten (The Last Arabian Night / Sheherazade's night out, 1993)

Cineverse Cycle
- Slaves of the Volcano God (1989)
- Bride of the Slime Monster (1990)
- Revenge of the Fluffy Bunnies (1990)
- The Cineverse Cycle (1991)

Battlestar Galactica
- Das Geheimnis der Zylonen (2007)

Sonstiges
- Wishbringer (1988)